# Nordens språkpris
Nordens språkpris blev etablerat 2010 och delas ut av Föreningen Norden till «en person, institution, myndighet, organisation, företag eller eldsjäl som på ett innovativt och gott sätt bidrar till å stärka den nordiska språkförståelsen». Föreningen Norden beslutar vem som skal tilldelas priset.

## Nordens språkpris
| Nordens språkpris |                                   |                                 |              |
| År                | Namn                              | Yrke                            | Nationalitet |
| 2010              | Fredrik Skavlan                   | Journalist och programledare    | Norge        |
| 2011              | Timbuktu                          | hip-hopartist och programledare | Sverige      |
| 2012              | Ghita Nørby                       | Skådespelare                    | Danmark      |
| 2013              | Vigdís Finnbogadóttir             | Politiker                       | Island       |
| 2014              | Jakob Oftebro                     | Skådespelare                    | Norge        |
| 2015              | Martti Ahtisaari                  | Politiker                       | Finland      |
| 2016              | Skam                              | Webbaserad dramaserie           | Norge        |
| 2017              | IKEA och grundaren Ingvar Kamprad | Möbelföretag                    | Sverige      |
| 2018              | Sofie Gråbøl                      | Skådespelare                    | Danmark      |
| 2019              | Inger Nilsson                     | Skådespelare                    | Sverige      |
| 2020              | Victor Leksell                    | Sångare                         | Sverige      |